# Consórcio de Intrigas
Consórcio de Intrigas é um filme brasileiro de 1980, com direção de Miguel Borges.

## Sinopse
Aimê, é a grande estrela da televisão brasilei8ra, recebe a notícia, através de Bertotti, executivo da emissora, que ganhara um prêmio de críticos americanos. Todos a felicitam, inclusive Marli, sua grande rival. César, seu marido, cantor popular, também a cumprimenta. O casamento dos dois, contudo, está em crise por não poderem ter um filho. Dias depois, após um incidente com os fãs, Aimê fica sabendo que um grupo criou um consórcio comercial para oferecer os serviços (muito íntimo) de estrelas de televisão. Sentindo-se pessoalmente envolvida, procura o detetive Foster para que ele investigue o caso, transmitindo-lhe também as suspeitas que tem sobre Marli e César. Uma agressão sofrida por Foster e um encontro com uma das estrelas do consórcio aumentam sua convicção de que algo muito nefasto se esconde por na escuridão da estória

## Elenco
- Wilson Ferreira Barcelos Filho
- Maria de Lourdes Borges
- Jorge Cherques
- Antônio Ribeiro Cunha
- Ubiraí Caldeiras de Souza
- Rogério Fróes
- Roberto Galeno
- Reinaldo Gonzaga
- Maralise
- Aldine Müller… Aimê
- Fernando Reski
- Tácito Rocha
- Maria Lúcia Schmidt
- Anselmo Vasconcelos